# بيتر سابو
بيتر سابو (بالمجرية: Szabó Péter)‏ (13 أبريل 1899 بودابست المجر - 21 سبتمبر 1963) هو لاعب كرة قدم مجري سابق كان يلعب كمهاجم.

## روابط خارجية
- بيتر سابو على موقع قاعدة بيانات كرة القدم.إي يو (الإنجليزية)
- بيتر سابو على موقع ناشيونال فوتبول تيمز (الإنجليزية)
- بيتر سابو على موقع عالم كرة القدم.نت (الإنجليزية)